# Castrillo de la Guareña
Castrillo de la Guareña ist ein nordwestspanischer Ort und eine Gemeinde (municipio) mit nur noch 118 Einwohnern (Stand: 2024) im Süden der Provinz Zamora in der Autonomen Gemeinschaft Kastilien-León. 

## Lage und Klima
Castrillo de la Guareña liegt am Rand der Kastilischen Hochebene (Meseta Iberica) in einer Höhe von ca. 730 m. Die Provinzhauptstadt Zamora ist gut 48 km (Fahrtstrecke) in nordwestlicher Richtung entfernt; bis nach Salamanca sind es gut 36 km in südwestlicher Richtung. Durch die Gemeinde führt die Autovía A-62. Das gemäßigte Kontinentalklima wird nur selten vom Atlantik beeinflusst; Regen (ca. 444 mm/Jahr) fällt vorwiegend im Winterhalbjahr.

## Bevölkerungsentwicklung
| Jahr      | 1970 | 1981 | 1991 | 2001 | 2011 | 2021 |
| Einwohner | 309  | 210  | 182  | 158  | 132  | 116  |

## Sehenswürdigkeiten
- Johannes-der-Täufer-Kirche (Iglesia de San Juan Bautista)
- Rathaus

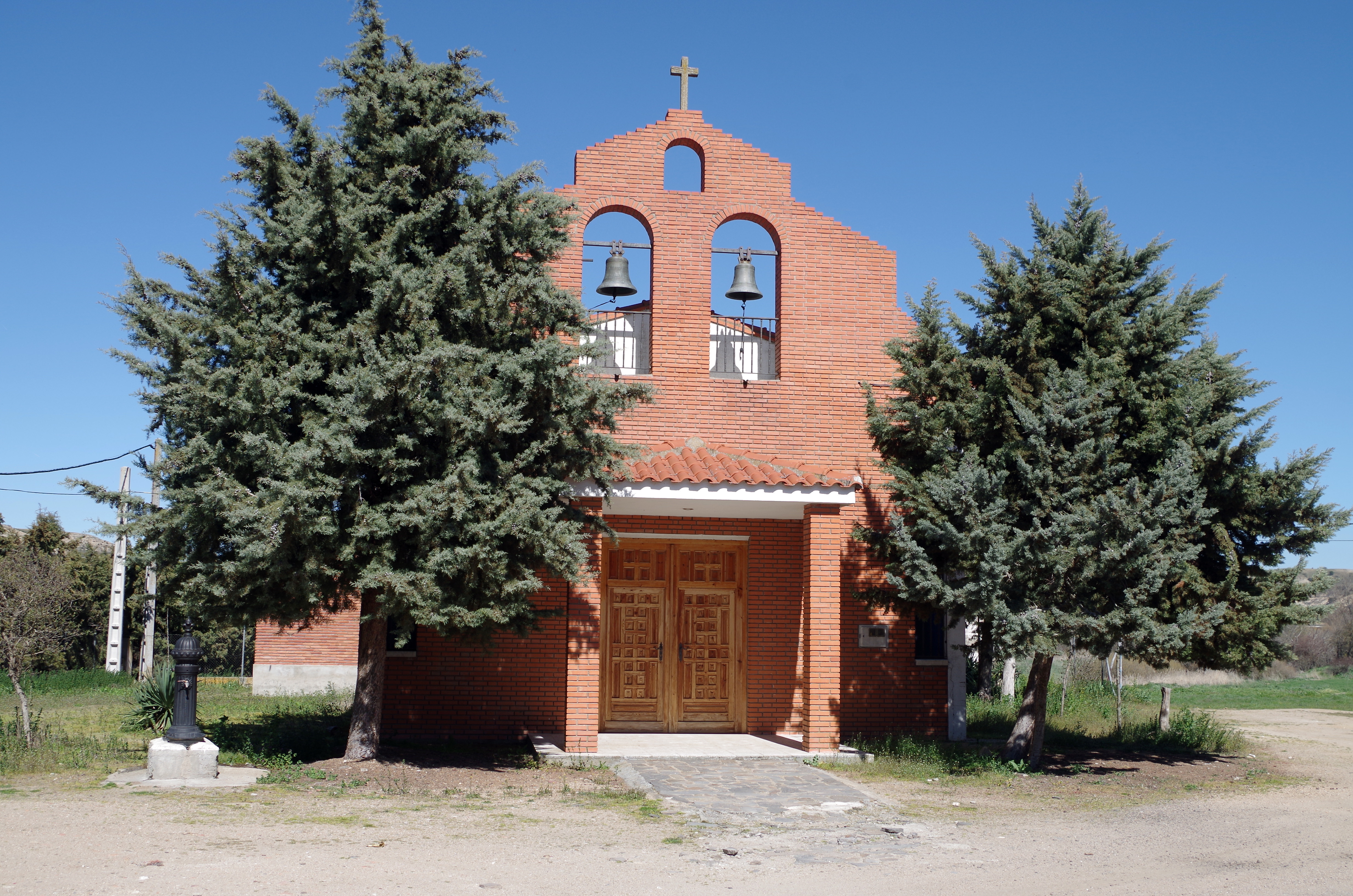
Johannes-der-Täufer-Kirche
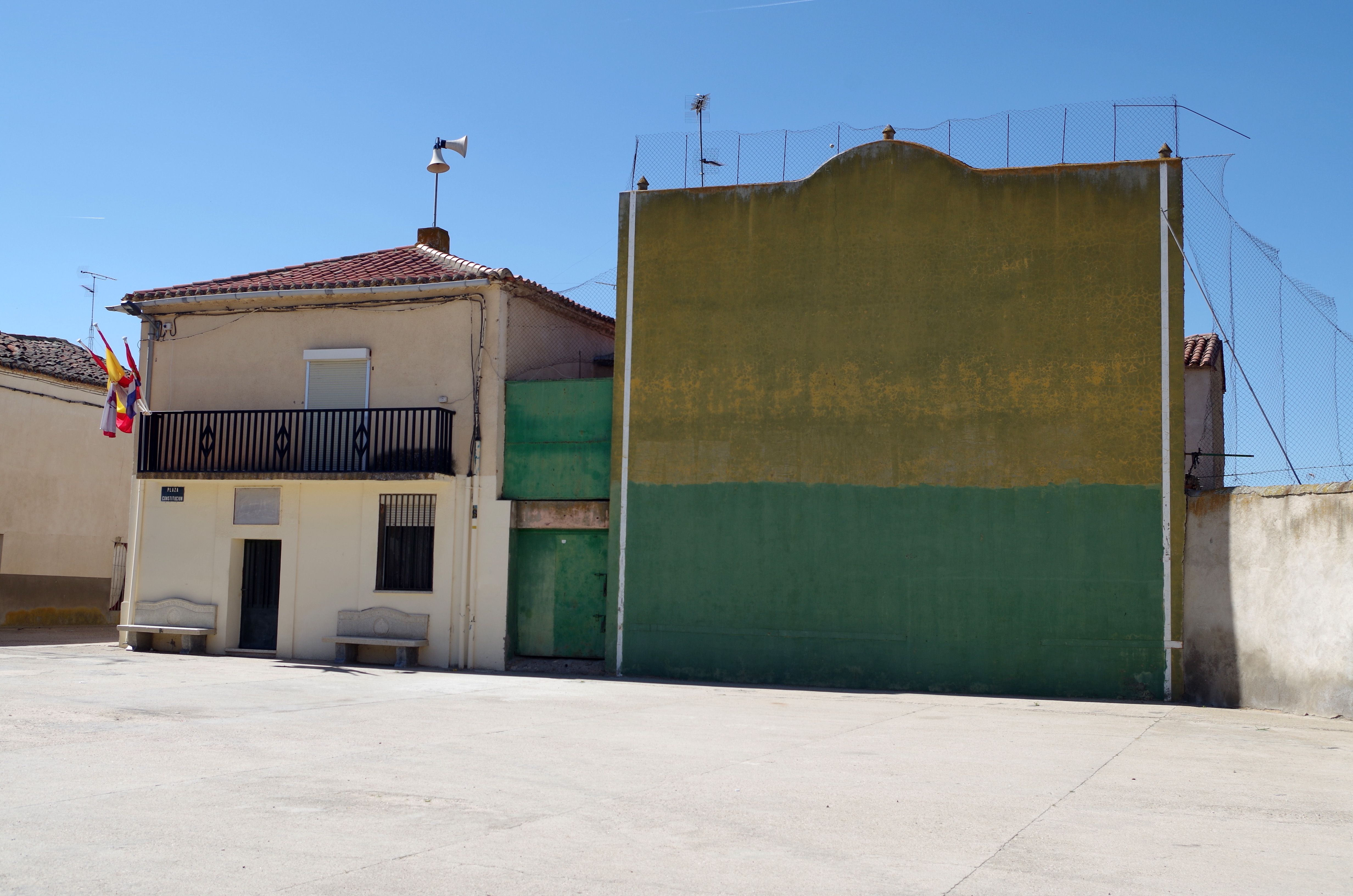
Rathaus und Fronton